# Salterio de Maguncia

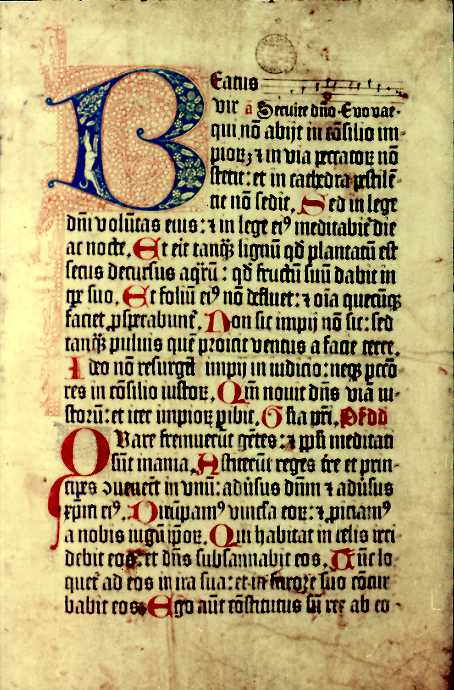
Segunda edición fechada en 1459 con letras iluminadas

El Salterio de Maguncia es un libro impreso publicado en 1457 (con una versión algo más extensa en 1459) por el ayudante de Gutemberg, Peter Schöffer y Johann Fust, aunque se cree que fue comenzado por Gutenberg. Se conservan 10 ejemplares completos de la primera edición, uno de ellos en la Biblioteca Nacional de Austria. Es una obra muy importante en la historia del libro y de la imprenta por ser la primera en la que figura impreso el año y lugar de publicación. Lleva marca de impresor y colofón, ilustraciones e impresión a más de un color (en las mayúsculas). Es la primera impresión que pasó directamente del impresor al encuadernador sin pasar antes por los iluminadores.

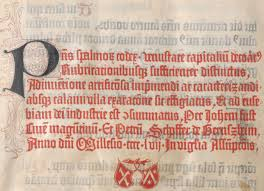
Colofón del Salterio de Mangucia